# Dekubitusmatratze

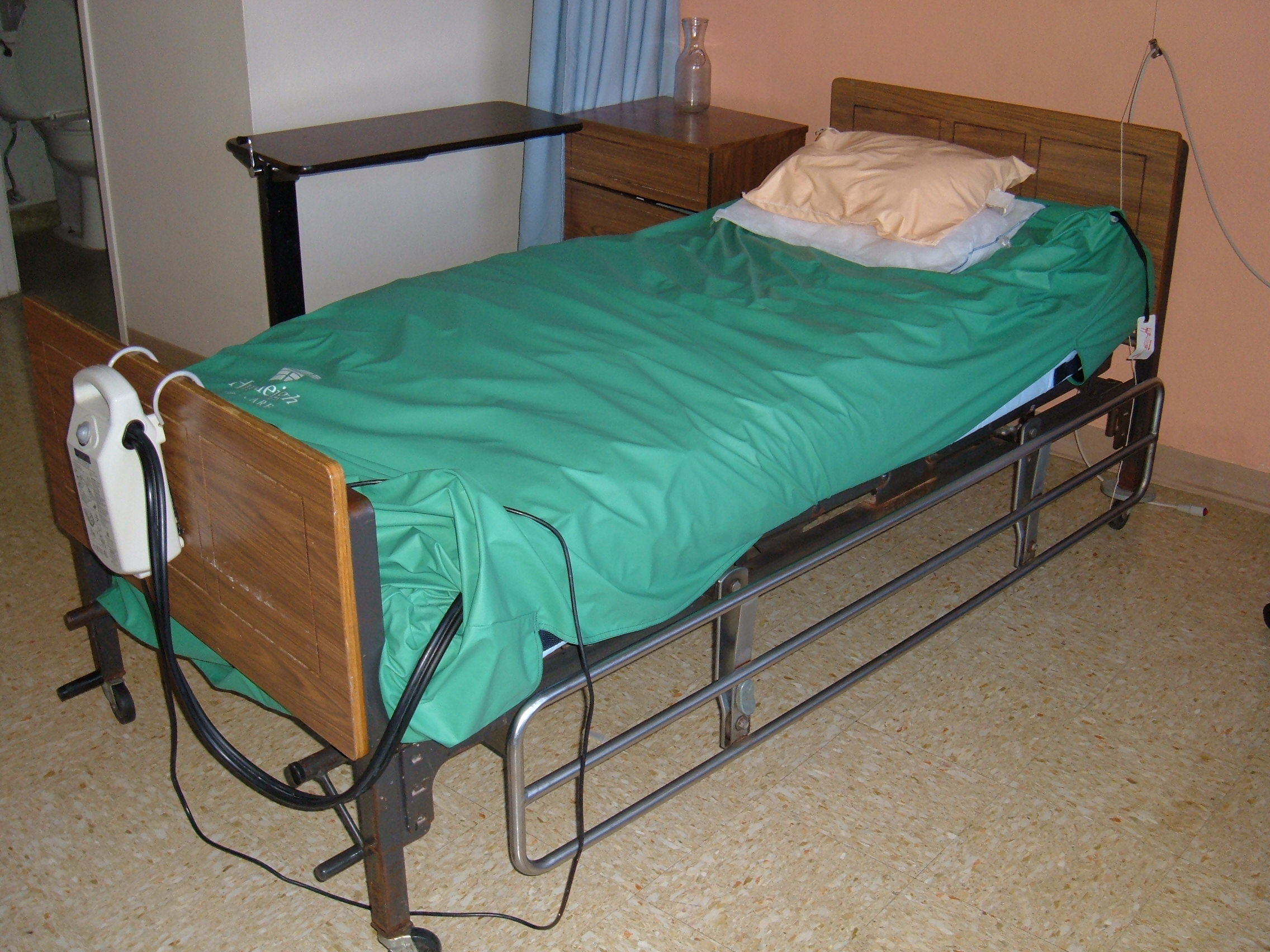
Wechseldruckmatratze

Eine Dekubitusmatratze – auch Antidekubitusmatratze oder Anti-Dekubitus-System – ist ein spezielles Polster, das in der Krankenpflege bei bettlägerigen Patienten verwendet wird, um einem Druckgeschwür vorzubeugen oder dessen Behandlung zu unterstützen. Diese speziellen Matratzen oder Auflagen verringern den Auflagedruck durch eine größere Auflagefläche oder durch Wechseldruck, bei dem Körperstellen zeitweise be- und entlastet werden. Daneben gibt es Systeme, die mittels Mikro-Stimulation Bewegungsimpulse auslösen und damit die Durchblutung der kleinsten Blutgefäße in der Haut fördern sollen. Die Funktionsweise dieser Hilfsmittel basiert darauf, dass die extrinsischen Faktoren der Dekubitusentstehung reduziert werden.
Die Anwendung druckverteilender Auflagen ersetzt nicht in allen Fällen die angemessene Bewegungsförderung beim Patienten.

## Einsatzgebiete
Anti-Dekubitusmatratzen werden in allen Bereichen der Gesundheits- und Krankenpflege, jedoch vor allem in der Intensivpflege und in der Langzeitpflege eingesetzt, kurz: überall dort, wo bei bettlägerigen Patienten (sei es wegen Koma, längerer Sedierung oder Lähmung) die Gefahr des Wundliegens besteht. Das Risiko für eine Hautschädigung ist unter anderem abhängig davon, wie lange ein Hautareal einem bestimmten Druck ausgesetzt ist. Nach dem Expertenstandard Dekubitusprophylaxe in der Pflege kann diese Zeit wenige Minuten bis Stunden betragen.
Theoretisch kommt diesen Systemen daher auch bei der Dekubitusprophylaxe im Operationssaal eine bedeutende Stellung zu, jedoch können während der Operation keine Hilfsmittel eingesetzt werden, die den Patienten bewegen, wie dies bei der Wechseldruckmatratze der Fall ist. Daher sind die Liegen, die im OP verwendet werden (umgangssprachlich der OP-Tisch), i. d. R. mit speziellen Weichlagerungsauflagen gepolstert. Zusätzlich werden Gelkissen bzw. Gelmatratzen verwendet.

## Auswahlkriterien für Hilfsmittel zur Druckverteilung/Weichlagerung
Empfehlungen für bestimmte Anti-Dekubitussysteme gibt es aufgrund unzureichender Evidenz nicht. Deshalb sollten unter anderen folgende Kriterien bei der Auswahl berücksichtigt werden:
- Wie hoch ist das Dekubitusrisiko des Patienten? Welche Körperregion ist gefährdet?
- Wie ist der allgemeine Zustand des Patienten (z. B. Größe und Körpergewicht, Mobilitäts- und Aktivitätslevel, Wahrnehmung, Kontinenz, Prognose)
- Welchen Komfort benötigt der Patient oder die ihn Pflegenden?
- Könnte es durch das Hilfsmittel zu einer Verstärkung vorhandener Schmerzen kommen?
- Liegt eine Geräuschempfindlichkeit vor?
- Wie ist das System hygienisch aufzubereiten?
- Ist die Anschaffung aus wirtschaftlicher Sicht vertretbar?

## Weitere notwendige Pflegeinterventionen zur Dekubitusprophylaxe
Zwar unterstützen Anti-Dekubitussysteme die Dekubitusprophylaxe, zusätzlich müssen Patienten mit Dekubitusrisiko aber in einem individuell festgelegten zeitlichen Intervall umgelagert werden. Dazu werden sie mikro- und makropositioniert. Das bedeutet, kleine Körperbewegungen wie das Bewegen eines Armes oder Beines (Mikrobewegungen) und größere Bewegungen, wie z. B. das Drehen von der rechten auf die linke Körperseite (Makrobewegung), müssen von Pflegenden übernommen werden. Das zeitliche Intervall richtet sich stets nach dem Dekubitusrisiko sowie weiteren Faktoren des betroffenen Menschen. Für Mikrobewegungen gilt als Richtschnur stündlich und für Makrobewegungen 2-4-stündlich.
Bei den Positionierungsmaßnahmen muss auf haut- und gewebeschonende Umlagerungs- und Transporttechniken geachtet werden. Das zuständige Pflegepersonal sollte einen Bewegungsförderungsplan (einen sogenannten „Lagerungsplan“) für jeden Patienten führen, der sämtliche Lageveränderungen genau dokumentiert.

## Arten von Matratzen
Es gibt verschiedene Ausführungen von Antidekubitusmatratzen und -auflagen. Für den stationären Bereich, speziell die Intensivstation, gibt es auch komplette Bettsysteme, die aufgrund der hohen (Miet-)Kosten aber nur bei sehr schweren Patienten zum Tragen kommen.

### Wechseldrucksysteme

#### Funktionsweise
Diese Systeme bestehen aus mehreren Luftkammern, welche durch eine automatische Steuerung abwechselnd mit Luft befüllt bzw. wieder entleert werden, sodass verschiedene Körperregionen abwechselnd mit Druck be- und wieder entlastet werden. Für Arbeiten am Patienten kann auf statischen Druck umgeschaltet werden (alle Kammern gefüllt), für Notfälle (Reanimation, CPR) kann sehr schnell die gesamte Luft aus der Matratze entfernt werden. Es gibt sowohl komplette Wechseldruck-Matratzensysteme wie Auflagen, die auf normale Matratzen gelegt werden. Gerade ältere Systeme übertragen durch die Pumpfunktion des Systems hervorgerufene Vibrationen auf das Patientenbett, was vielfach als störend empfunden wird. Hier muss man unterscheiden, ob das System ein Zweikammer- oder ein Dreikammerwechseldrucksystem ist. Bei letzteren werden abwechselnd drei Kammern angeblasen, was die Auflagefläche des Patienten stark vermindert. Das Ab- und Anblasen der Kammern wird durch den Nutzer meist nicht als so störend wie bei einem Dreikammerwechseldrucksystem empfunden.
Nicht jedes Wechseldrucksystem kann bei einem Stromausfall den Druck in den Kammern konstant über einen längeren Zeitraum halten, wodurch es gerade im Heimanwenderbereich manchmal zu Problemen kommt.

#### Vorteile
- Sehr leicht in der Handhabung
- Sehr leicht im Transport

#### Nachteile
- Sehr störendes Geräusch durch Gebläse
- Kontraindiziert bei Patienten mit bestehender Körperwahrnehmungsstörung
- Kontraindiziert bei chirurgischen Extensionen (Beinextension)
- Der Wechseldruck belastet auch eine Körperregion, wodurch es ungewollt zu einer kurzzeitigen Minderdurchblutung kommt
- Bei längerem Gebrauch führt die Matratze zu einer Körperwahrnehmungsstörung (Patient verliert die Körpergrenzen)
- Schmerzpatienten können durch den Spitzendruck, den diese Systeme aufbauen, zusätzliche Schmerzen bekommen
- Reinigung meist problematisch

### Statische Weichlagerungssysteme

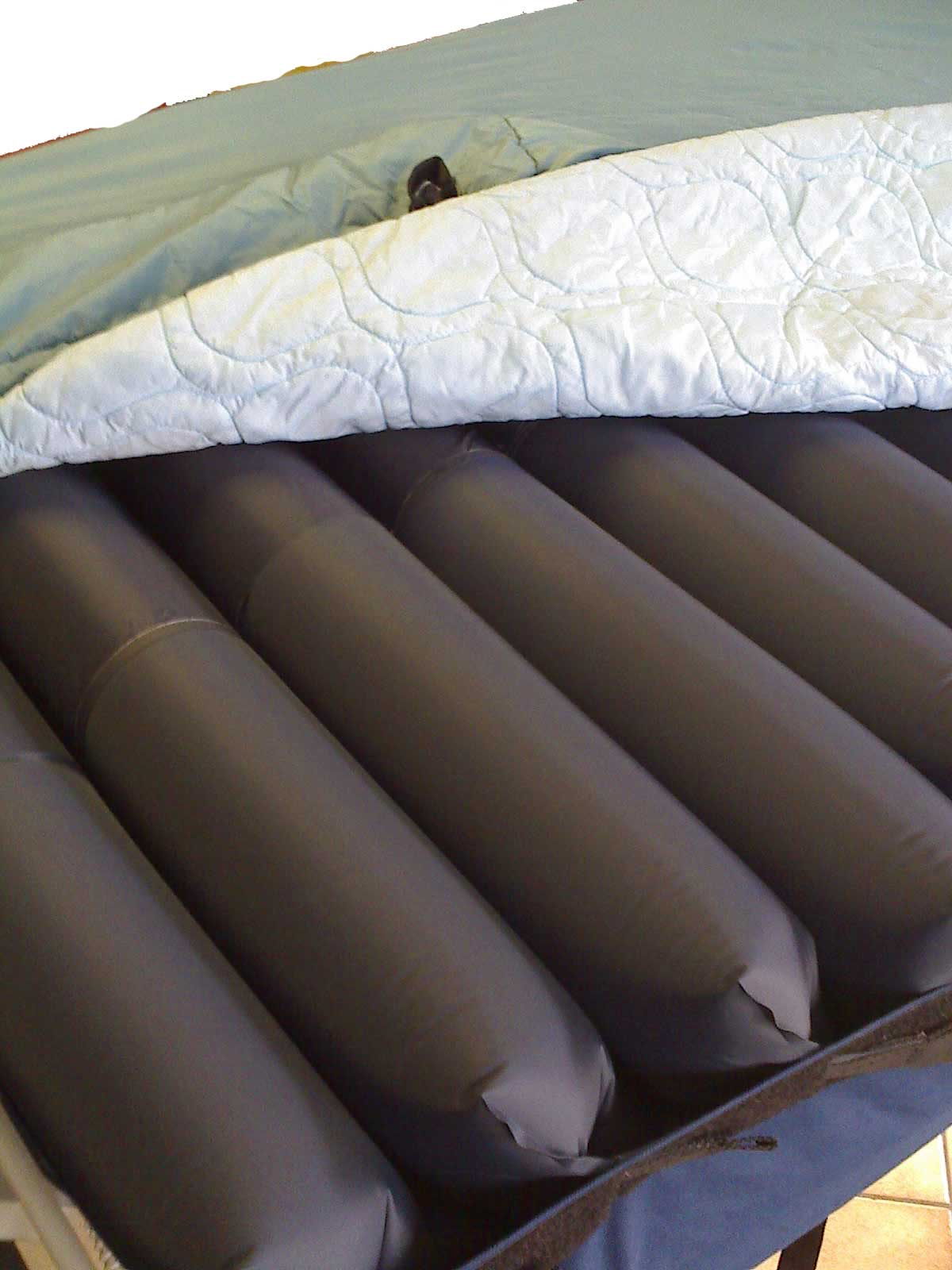
Luftkissensystem, deutlich erkennbar sind die einzelnen Luftkammern

#### Funktionsweise
Hier kann man zwischen zwei möglichen Varianten unterscheiden. Entweder man legt den Patienten auf eine Schaumstoffmatratze oder aber auf ein motorbetriebenes Luftkissensystem.
Schaumstoffmatratzen: Durch die Verwendung eines weichen Schaums (es kommen sowohl „normale“ wie viskoelastische Schaumstoffe zum Einsatz) sinkt der Patient in die Matratze ein. Durch Vergrößerung der Auflagefläche nimmt der Druck ab. Viskoelastische Schäume werden durch Erwärmung weich und schmiegen sich noch stärker als andere Schäume an die Körpergeometrie an. Zu beachten ist, dass tiefes Einsinken zwar den Druck gut verteilt, Eigenbewegungen des Patienten jedoch deutlich reduziert. Die gewählte Matratze sollte also sowohl eine gute Druckentlastung bieten als auch die Eigenbewegungen des Patienten nur minimal einschränken. Einige Matratzen weisen für Kopf-, Sakral- (Becken-) und Fußbereich verschiedene Schäume mit angepassten Eigenschaften auf. Der Einsatzrahmen ist aber nur auf leichteste Rötungen und die Prophylaxe beschränkt.
Wesentlich besser allerdings sind Luftkammerkissen und -matratzen, bei denen Luft in nach oben stehenden Kissen den Gewichtsausgleich bewerkstelligt. Gerade in der Intensivmedizin wird dieses System meist mit einer Luftstromtherapie kombiniert. Der Einsatzgrad dieser Therapie ist meist nicht auf niedergradige Dekubitalgeschwüre beschränkt.
Als Unterart der statischen Weichlagerung kann man die Pulsation verstehen, welche oft fälschlich als Wechseldruck bezeichnet wird. Bei der Pulsationstherapie werden die einzelnen Kissen vom Fußende ausgehend in einem bestimmten Zyklus mit zusätzlicher Luft befüllt; so wird eine Pulsationswelle erzeugt. Dies hat einen ähnlichen Effekt wie ein Wechseldrucksystem, jedoch ohne den unangenehmen Effekt eines Spitzendrucks.

#### Vorteile
- Luftstromtherapie
- Sehr leicht im Transport

#### Nachteile
- Sehr störendes Geräusch durch Gebläse
- Kontraindiziert bei Patienten mit bestehender Körperwahrnehmungsstörung
- Kontraindiziert bei chirurgischen Extensionen (Beinextension)
- Bei längerem Gebrauch führt die Matratze zu einer Körperwahrnehmungsstörung (Patient verliert die Körpergrenzen)
- Reinigung meist problematisch

### Mikro-Stimulation
Ein Mikro-Stimulationssystem (kurz MiS) ist ein dynamisches System zur Stimulation von Mikrobewegungen und hat seine theoretischen Wurzeln in den Grundlagen der basalen Stimulation. Mikro-Stimulations-Systeme sollen die Eigenbewegung und Wahrnehmung des Patienten durch die Rückkopplung des Systems fördern und erhalten.

### Gelmatratzen

#### Funktionsweise
Diese kommen primär im Operationssaal und weniger auf Stationen zum Einsatz. Sie sind mit zähflüssigem Gel (meist Trockenpolymere/Polyurethane) gefüllt. Gelmatten stellen den Klassiker perioperativer Hilfsmittel dar. Zusätzlich lassen sich Gelmatten erwärmen und können so einer Auskühlung des Patienten vorbeugen. Weiterhin existieren andere Hilfsmittel aus Gelwerkstoffen (Sitzkissen etc.).

#### Vorteile
- Kostengünstige Prophylaxe
- Keine störenden Geräusche – da kein Motor notwendig

#### Nachteile
- durch den Überzug der Matratzen im stationären Bereich werden Geschwüre eher gefördert
- ist nicht zur Behandlung eines bestehenden Druckgeschwürs geeignet
- das hohe Eigengewicht führt bei verstellbaren Krankenbetten zu Problemen mit den Motoren und beim Personal zu erhöhtem Kräfteeinsatz

## Clinitron-Bett oder Air-Fluidised-Bett
Bei großflächigen, Flüssigkeit sezernierenden Wunden wie Verbrennungen, oder nach der deckenden Operation an einem offenen Dekubitus können Patienten vorübergehend in ein Spezialbett gelegt werden („Air Fluidised Therapie“). Es ist mit einer Masse von Mikroglaskugeln gefüllt, die von unten durch einen Luftstrom verwirbelt wird, so dass sie sich wie eine Flüssigkeit verhält. Nach oben verhindert ein dicht montiertes Laken aus Synthetikgewebe das Austreten dieser Masse, die makroskopisch betrachtet einen feinen Staub darstellt. Das Laken ermöglicht gleichzeitig, dass die Mikroglaskugeln von Patienten abgegebene Flüssigkeit aufnehmen. Der Kranke liegt mit minimalem Auflagedruck darauf, was der postoperativen Versorgung und Therapie von Dekubiti dient. Wegen hoher Kosten und der notwendigen Wartung, sind Air-Fluidised-Betten nur auf speziellen chirurgischen Stationen verfügbar oder werden vom Krankenhaus beim Hersteller angemietet. Ihr Leergewicht liegt bei 870 kg, was Mindestanforderungen an die Gebäudestatik, sowie die Zugänglichkeit des Patientenzimmers stellt. Für die häusliche Pflege sind derartige Betten außerdem aufgrund der aufwändigen Umlagerung ungeeignet.

## Wirkung von Weichlagerungs- und Wechseldrucksystemen auf die Körperwahrnehmung
Matratzen zur Weichlagerung erschweren durch ihre Nachgiebigkeit eigenaktive Bewegungsabläufe, die Körperinformation entschwindet; neurologisch beeinträchtigte Patienten reagieren häufig mit zunehmender Spastik. Energetische Wechseldrucksysteme können ebenfalls einen länger darauf liegenden Patienten in seiner Körperwahrnehmung beeinträchtigen, denn diese Matratzensysteme sind so konzipiert, dass der Auflagedruck auf der Matratze sehr gering ist. Solche Matratzen bzw. Systeme sollten daher nur so lange wie nötig eingesetzt werden.
Dennoch ist der Einsatz solcher Systeme bei Menschen, die ein mittleres bis hohes Dekubitusrisiko haben, essentiell. Einige Systeme verfügen über mehrere Modi, sodass z. B. tagsüber der Wechseldruckmodus und in der Nacht der Weichlagerungsmodus verwendet werden kann. Diese Möglichkeiten können zu einer besseren Akzeptanz der Pflegeempfänger und zu einem besseren Schlaf dieser führen.